# 阿奈 (滨海夏朗德省)
阿奈（法語：Anais，法語發音：[anɛ]）是法国滨海夏朗德省的一个市镇，位于该省北部，属于拉罗谢尔区。

## 地理
阿奈（46°10'34"N, 0°53'22"W）面积9.44 平方千米，位于法国新阿基坦大区滨海夏朗德省，该省份为法国西部滨海省份，北起旺代省，西临大西洋，南至吉倫特省，东南接多爾多涅省，东北接德塞夫勒省接壤，东临夏朗德省。
与阿奈接壤的市镇（或旧市镇、城区）包括：昂格利耶、布埃、勒盖达勒雷、圣克里斯托夫、圣索沃尔多尼斯、韦里讷、维尔松。

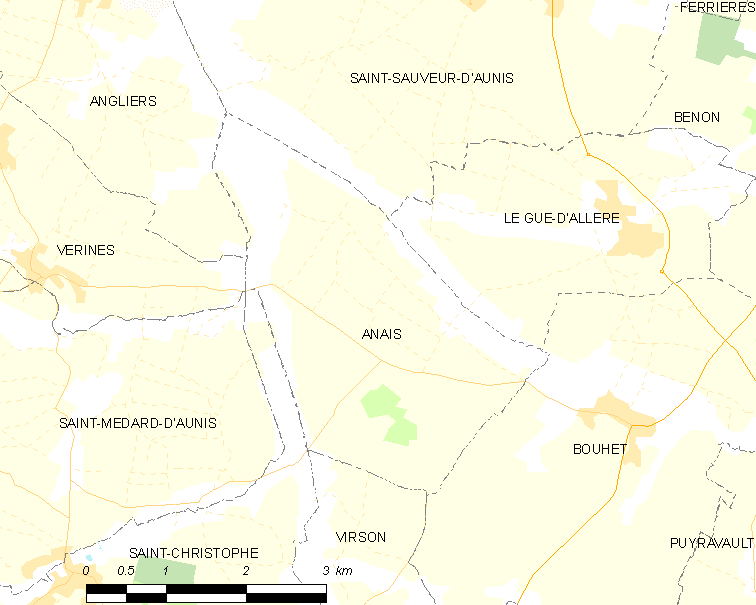
的OSM定位图

阿奈的时区为UTC+01:00、UTC+02:00（夏令时）。

## 行政
阿奈的邮政编码为17540，INSEE市镇编码为17007。

## 政治
阿奈所属的省级选区为拉雅里县。

## 人口

1962-2008年间人口变化图示

阿奈于2022年1月1日时的人口数量为318人。